# 大分市立こうざき小学校
大分市立こうざき小学校（おおいたしりつ - しょうがっこう）は、大分県大分市東部の旧佐賀関町にある公立小学校。

## 概要
大分市に編入合併した旧佐賀関町の最西部で、旧大分市に隣接していた神崎地区にある。
佐賀関町が大分市に編入されるまでは佐賀関町立神崎小学校という校名であった。しかし、旧大分市にはすでに大分市立神崎小学校（おおいたしりつかんざきしょうがっこう）が存在していたので、同じ市内に同字名の小学校が2校になることを避けるために、2005年（平成17年）1月1日の大分市への編入と同時に、校名がひらがな表記の「こうざき小学校」に改められた（また、学校の所在する大字名も同様の理由で神崎から本神崎へ変更）。
なお、同地区にある大分市立神崎中学校（おおいたしりつこうざきちゅうがっこう）は、大分市内に同字名の中学校がなかったため、佐賀関町が大分市に編入された際にも、校名の「神崎」の部分に変更はなかった。

## 沿革
- 1874年（明治7年）1月 - 闡明学校として開校
- 1887年（明治20年）2月 - 神崎尋常小学校に改称
- 1984年（昭和59年）3月 - 新校舎落成
- 2005年（平成17年）1月1日 - 大分市立こうざき小学校に改称
- 2015年（平成27年）3月31日 - 大分市立木佐上小学校を統合
- 2016年（平成28年）3月31日 - 大分市立大志生木小学校を統合

## 通学区域
木佐上、馬場、本神崎、大平、志生木（大志生木、小志生木）

## アクセス
- 九州旅客鉄道（JR九州）日豊本線幸崎駅下車徒歩約10分

周辺の地名は「神崎」（こうざき）であるが、佐賀県神埼市の神埼駅（旧神崎駅）と同じ駅名になるのを避けるために、漢字を変えて「幸崎駅」（こうざきえき）と名づけられた。